# Греда (Шипово)
Греда је насељено мјесто у општини Шипово, Република Српска, БиХ. Према попису становништва из 1991. у насељу је живјело 90 становника.

## Становништво
| Националност       | 1991. | 1981. | 1971. | 1961. |
| Срби               | 90    | 130   | 185   | 184   |
| остали и непознато |       |       | 1     | 2     |
| Укупно             | 90    | 130   | 186   | 186   |

| Демографија | Демографија | Демографија |
| Година      | Становника  | Становника  |
| ----------- | ----------- | ----------- |
| 1961.       | 186         |             |
| 1971.       | 186         |             |
| 1981.       | 130         |             |
| 1991.       | 90          |             |

### Презимена
- Гајић, Срби[2]
- Дамјановић, Срби[2]
- Пурњага, Срби[2]
- Унчанин, Срби[2]